# براد فالتشوك
براد فالتشوك (مواليد 1 مارس 1971) هو سيناريست، مخرج ومنتج أمريكي، أشتهر لمسهمته في تأليف مسلسلات مثل غلي، يشير إلى، ملكات الصراخ وقصة رعب أمريكية.

## وصلات خارجية
- براد فالتشوك على موقع IMDb (الإنجليزية)
- براد فالتشوك على موقع روتن توميتوز (الإنجليزية)
- براد فالتشوك على موقع ألو سيني (الفرنسية)
- براد فالتشوك على موقع ميوزك برينز (الإنجليزية)
- براد فالتشوك على موقع أول موفي (الإنجليزية)
- براد فالتشوك على موقع قاعدة بيانات الفيلم (الإنجليزية)
- براد فالتشوك على موقع كينوبويسك (الروسية)